# FC Metalist Harkov
FC Metalist Harkiv este un club ucrainean profesionist, fondat în 1925, din orașul Harkiv, care evoluează în prima ligă ucraineană.

## Istorie

### Era sovietică
Clubul a fost fondat în 1925, când o întreprindere locală de construcții de trenuri a pus la dispoziție fonduri și a permis folosirea propriului teren pentru nașterea unui club de fotbal. Zece ani mai târziu, clubul câștiga Campionatul orașului Harkiv, ceea ce a permis accederea acestuia în Cupa Uniunii Sovietice în sezonul următor. După cel de-al Doilea Război Mondial, clubul a reintrat în competițiile interne, reușind să promoveze în liga a treia, seria B, a Uniunii Sovietice, în 1947, retrogradând din nou trei sezoane mai târziu.
În 1956, Metalist, sub numele de Avangarda pe atunci, revine în liga a treia sovietică, seria B, în locul rivalilor locali, Lokomotiv Harkiv. Curând după aceea, în 1958, echipa a promovat în liga a doua sovietică, și chiar în prima în 1960. Clubul s-a menținut în prima ligă patru sezoane, retrogradând în 1963 din nou în a doua ligă și, mai apoi, în a treia.
În 1978, clubul a promovat înapoi în liga a doua, pentru ca, două sezoane mai târziu, să rateze de puțin promovarea în prima ligă, clasându-se doar pe poziția a treia. În sezonul următor, echipa își îmbunătățește performanța anterioară și câștigă autoritar liga a doua, reușind din nou promovarea în prima ligă sovietică. Clubul reușește să se mențină timp de zece sezoane pe prima scenă a fotbalului sovietic, reușind câteva performanțe pe plan intern. În 1983, Metalist a jucat finala Cupei URSS, pierdută cu 1-0 în fața lui Șahtior Donețk, dar se revanșează cinci ani mai târziu, când reușește să câștige în premieră Cupa URSS, după ce o învinge cu 2-0 pe Torpedo Moscova, ceea ce le permite metaliștilor să participe, în premieră, într-o competiție europeană, Cupa Cupelor. Clubul a reușit să ajungă între primele 16, după ce au trecut de iugoslavii de la Borac Banja Luka, dar au fost eliminați de olandezii de la Roda Kerkrade.
De-a lungul erei sovietice din istoria clubului, acesta a purtat mai multe denumiri, rămânând la denumirea de Metalist din 1992 până în prezent.

### Era post-sovietică
După căderea Uniunii Sovietice, și înființarea Ucrainei independetă, Metalist joacă în sezonul inaugural al primei ligi ucrainene, în 1996, terminând pe poziția a cincea, performanță pe care Metalist va reuși să o depășească în sezonul 2006–2007, până atunci terminând de încă trei ori pe locul 5. Un caz special a fost în sezonul 2001–2002, când Metalist a terminat cu 40 de puncte într-un baraj pentru poziția a patra, ultimul care aducea prezența în Cupa UEFA, la egalitate cu Metalurg Zaporijia și Dnipro Dnipropetrovsk. Era de așteptat ca Metalist să obțină poziția a patra, pentru a juca în Cupa UEFA, pentru că avea cel mai bun palmares împotriva celorlalte două echipe din baraj, dar, după protestul celor de la Metalurg, aceștia au obținut poziția a patra, forul care a luat această decizie, corpul administrativ al ligii ucrainene, motivându-și decizia prin a spune că Metalurg are cel mai bun palmares all-time împotriva celorlalte două echipe, Metalist și Dnipro, nemailuând în seamă palmaresul mai bun din baraj al metaliștilor. Această decizie a demoralizat tot clubul, de la jucători la conducători, Metalist retrogradând sezonul următor în liga a doua. Totuși, după doar un sezon, Metalist revine în prima ligă, și scapă de criza financiară în care se afla, fiind preluată de Oleksandr Yaroslavsky, care a investit serios, iar clubul a început încet-încet să urce din nou în clasament.
Totul a culminat cu sezonul 2006–2007, când Metalist reușește să încheie pe poziția a treia, care a devenit o obișnuință de atunci pentru Metalist, trăind mereu în umbra marilor forțe Șahtior Donețk și Dinamo Kiev, și reușind o serie de meciuri bune și în Cupa UEFA, ulterior în Liga Europa; astfel, Metalist reușește, în sezonul 2008–2009, să ajungă în optimile de finală ale Ligii Europa, fiind eliminată de Dinamo Kiev, cu 3-3 la general, dar kievenii calificându-se datorită cel două goluri din deplasare; în sezonul 2010–2011, Metalist se oprește în șaisprezecimi, fiind eliminată de Bayer Leverkusen, iar, în sezonul 2011–2012, metaliștii reușesc cea mai mare performanță europeană din istorie, atingerea sferturilor de finală ale Ligii Europa, fiind eliminată cu 3-2 la general de Sporting Lisabona. Metalist și-a creat, prin aceste performanțe, un nume solid în Ucraina, dar și în Europa, așteptările fiind evident și mai mari. În sezonul 2012-2013, deși reușește să câștige o grupă cu Bayer Leverkusen ca adversară, Metalist este eliminată în șaisprezecimi de Newcastle United. În același sezon, Metalist reușește să termine campionatul pe locul doi, pentru prima oară în istorie, și obține calificarea în Liga Campionilor. Deși trece de PAOK Salonic în turul 3, urmând să joace cu Schalke 04, Metalist este exclusă de UEFA din Ligă.

## Stadion
Metalist Harkiv își dispută meciurile de acasă pe Metalist Stadium, un stadion reconstruit, modernizat și extins pentru EURO 2012, cu o capacitate de 41.411 locuri pe scaune. Stadionul a găzduit finala ediției din 2008 a Cupei Ucrainei.

## Partide disputate pe plan european
| Sezonul   | Competiția        | Runda                   | Țara                                       | Clubul               | Acasă | Deplasare |
| --------- | ----------------- | ----------------------- | ------------------------------------------ | -------------------- | ----- | --------- |
| 1988–1989 | Cupa Cupelor UEFA | Runda 1                 | Republica Socialistă Federativă Iugoslavia | Borac Banja Luka     | 4-0   | 0-2       |
|           |                   | Runda 2                 | Țările de Jos                              | Roda JC              | 0-0   | 0-1       |
| 2007–2008 | Cupa UEFA         | Turul 1                 | Anglia                                     | Everton F.C.         | 2-3   | 1-1       |
| 2008–2009 | Cupa UEFA         | Turul 1                 | Turcia                                     | Beșiktaș Istanbul    | 4-1   | 0-1       |
|           |                   | Faza grupelor           | Germania                                   | Hertha Berlin        | 0-0   |           |
|           |                   | Faza grupelor           | Turcia                                     | Galatasaray Istanbul |       | 1-0       |
|           |                   | Faza grupelor           | Grecia                                     | Olympiacos Pireu     | 1-0   |           |
|           |                   | Faza grupelor           | Portugalia                                 | Benfica Lisabona     |       | 1-0       |
|           |                   | Șaisprezecimi de finală | Italia                                     | Sampdoria            | 2-0   | 1-0       |
|           |                   | Optimi de finală        | Ucraina                                    | Dinamo Kiev          | 3-2   | 0-1       |
| 2009–2010 | Liga Europa UEFA  | Turul 3                 | Croația                                    | HNK Rijeka           | 2-0   | 2-1       |
|           |                   | Play-Off                | Austria                                    | Sturm Graz           | 0-1   | 1-1       |
| 2010–2011 | Liga Europa UEFA  | Play-Off                | Cipru                                      | Omonia Nicosia       | 2-2   | 1-0       |
|           |                   | Grupa I                 | Ungaria                                    | Debrecen             |       | 5-0       |
|           |                   | Grupa I                 | Țările de Jos                              | PSV Eindhoven        | 0-2   |           |
|           |                   | Grupa I                 | Italia                                     | Sampdoria            | 2-1   |           |
|           |                   | Grupa I                 | Italia                                     | Sampdoria            |       | 0-0       |
|           |                   | Grupa I                 | Ungaria                                    | Debrecen             | 2-1   |           |
|           |                   | Grupa I                 | Țările de Jos                              | PSV Eindhoven        |       | 0-0       |
|           |                   | Șaisprezecimi de finală | Germania                                   | Bayer Leverkusen     | 0-4   | 0-2       |
| 2011–2012 | Liga Europa UEFA  | Play-Off                | Franța                                     | Sochaux              | 0-0   | 4-0       |
|           |                   | Grupa G                 | Austria                                    | Austria Viena        |       | 2-1       |
|           |                   | Grupa G                 | Țările de Jos                              | AZ Alkmaar           | 1-1   |           |
|           |                   | Grupa G                 | Suedia                                     | Malmö FF             |       | 4-1       |
|           |                   | Grupa G                 | Suedia                                     | Malmö FF             | 3-1   |           |
|           |                   | Grupa G                 | Austria                                    | Austria Viena        | 4-1   |           |
|           |                   | Grupa G                 | Țările de Jos                              | AZ Alkmaar           |       | 1-1       |
|           |                   | Șaisprezecimi de finală | Austria                                    | Red Bull Salzburg    | 4-1   | 4-0       |
|           |                   | Optimi de finală        | Grecia                                     | Olympiakos Pireu     | 0-1   | 2-1       |
|           |                   | Sferturi de finală      | Portugalia                                 | Sporting Lisabona    | 1-1   | 1-2       |
| 2012–2013 | Liga Europa UEFA  | Play-Off                | România                                    | Dinamo Bucuresti     | 2-1   | 0-2       |

## Numele de-a lungul timpului
- KhPZ (1936–1946)
- Dzerjineț (1947–1956)
- Avangarda (1956–1965)
- Metallist (1965–1991)